# Conus memiae
Conus memiae é uma espécie de gastrópode do gênero Conus, pertencente à família Conidae.

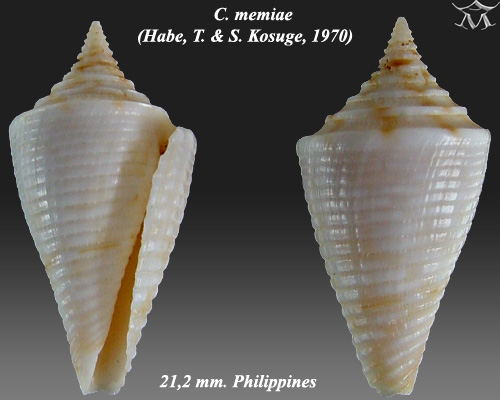
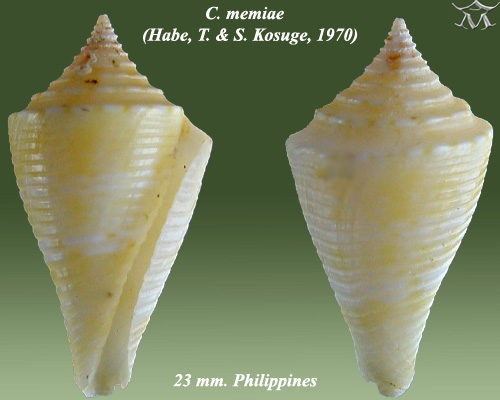